# 남상항
남상항(南上港)은 경상남도 남해군 서면 남상리에 있는 어항이다. 2002년 8월 6일 어촌정주어항으로 지정하여 관리하고 있다. 시설관리자는 남해군수이다.

## 어항 연혁
- 1914년 행정구역 통폐합시 남상(南上)으로 부르게 되었다.

## 어항 시설
- 선착장 L=185m, B=5.0m

## 주요 어종
- 털게, 노래미, 도다리, 장어, 메기, 해삼 등